# Porta Nuova (Pisa)
La Porta Nuova, oltre che un quartiere di Pisa, è una porta delle mura cittadine.
Nelle immediate vicinanze, vi è inoltre un importante polo multidisciplinare dell'Università di Pisa, denominato appunto Polo Porta Nuova.
All'esterno della porta si trova la piccola Piazza Manin con alcuni piccoli negozi di souvenir oltre ad una entrata dell'ospedale Santa Chiara.

## Storia
La porta fu aperta nelle preesistenti mura medioevali dall'allora Duca di Firenze Cosimo I de' Medici nel 1562 ed è nota come Nuova in quanto più recente rispetto alle originali Porta del Leone e Porta Santa Maria come ingresso alla piazza del Duomo.
Durante la prima guerra mondiale, era presente un binario proveniente dalla stazione di San Rossore, che con un varco accanto alla porta, entrava direttamente all'ospedale Santa Chiara per trasportare i feriti provenienti dal fronte. Tale apertura è ancora esistente.
Negli anni 1930 furono aperti i due fornici laterali per permettere il passaggio in sicurezza dei pedoni data la presenza della Linea 1 della rete tranviaria di Pisa, che collegava la stazione centrale a Piazza Duomo.

## Galleria d'immagini

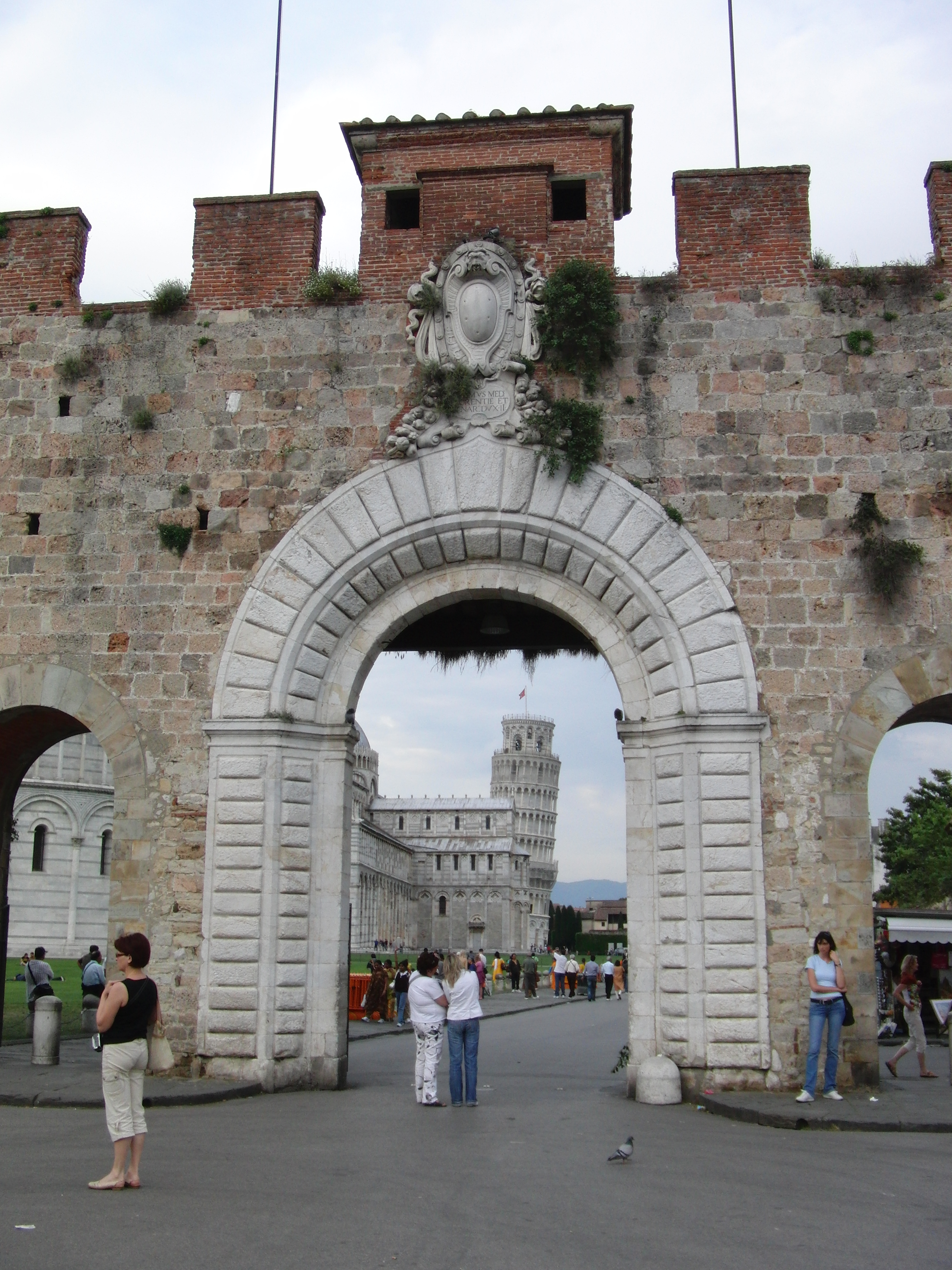
Entrata principale
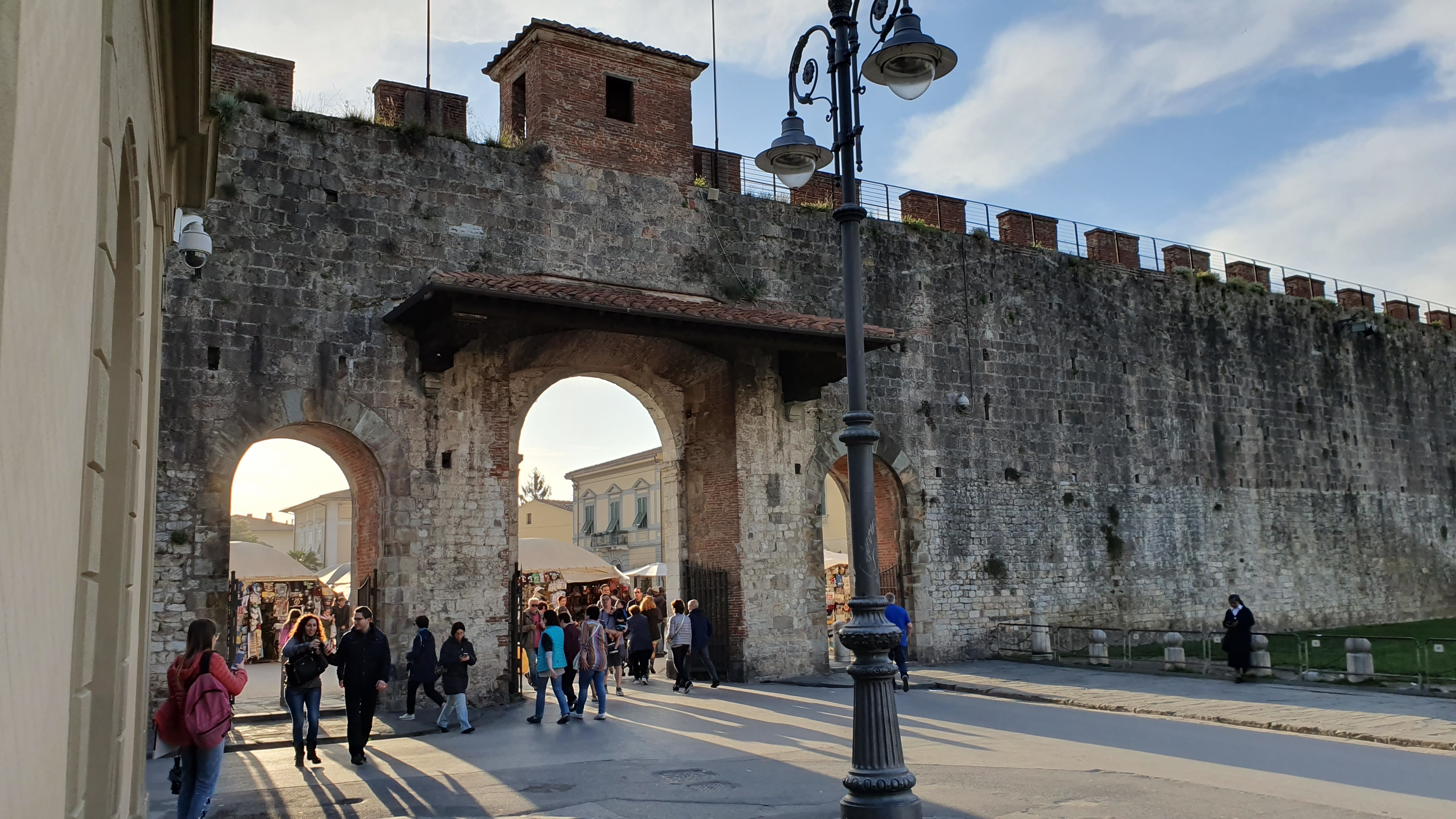
Vista della porta da Piazza dei Miracoli
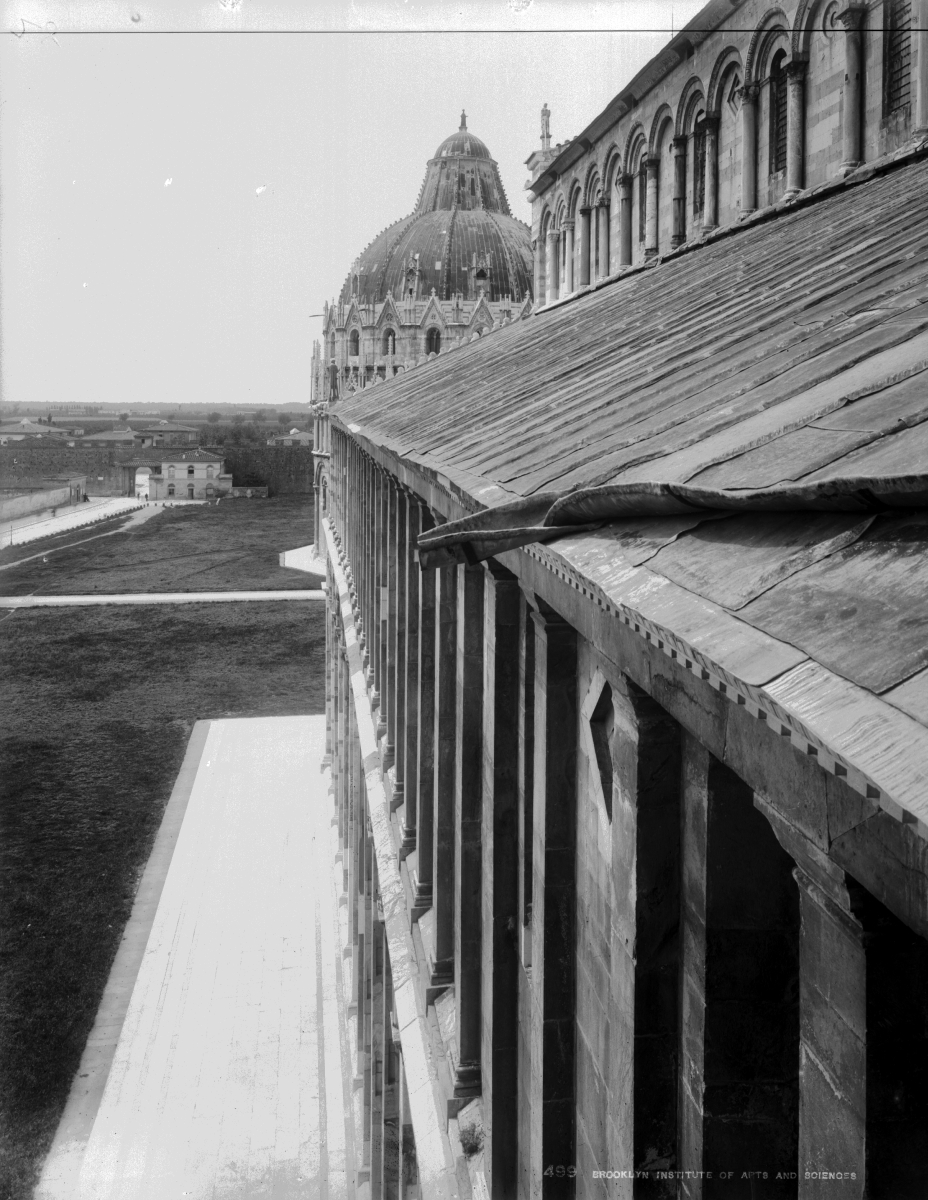
La porta come appariva nel 1895 con accanto la Casa della Dogana, demolita nel XX secolo per ridare l'aspetto medioevale alla piazza.
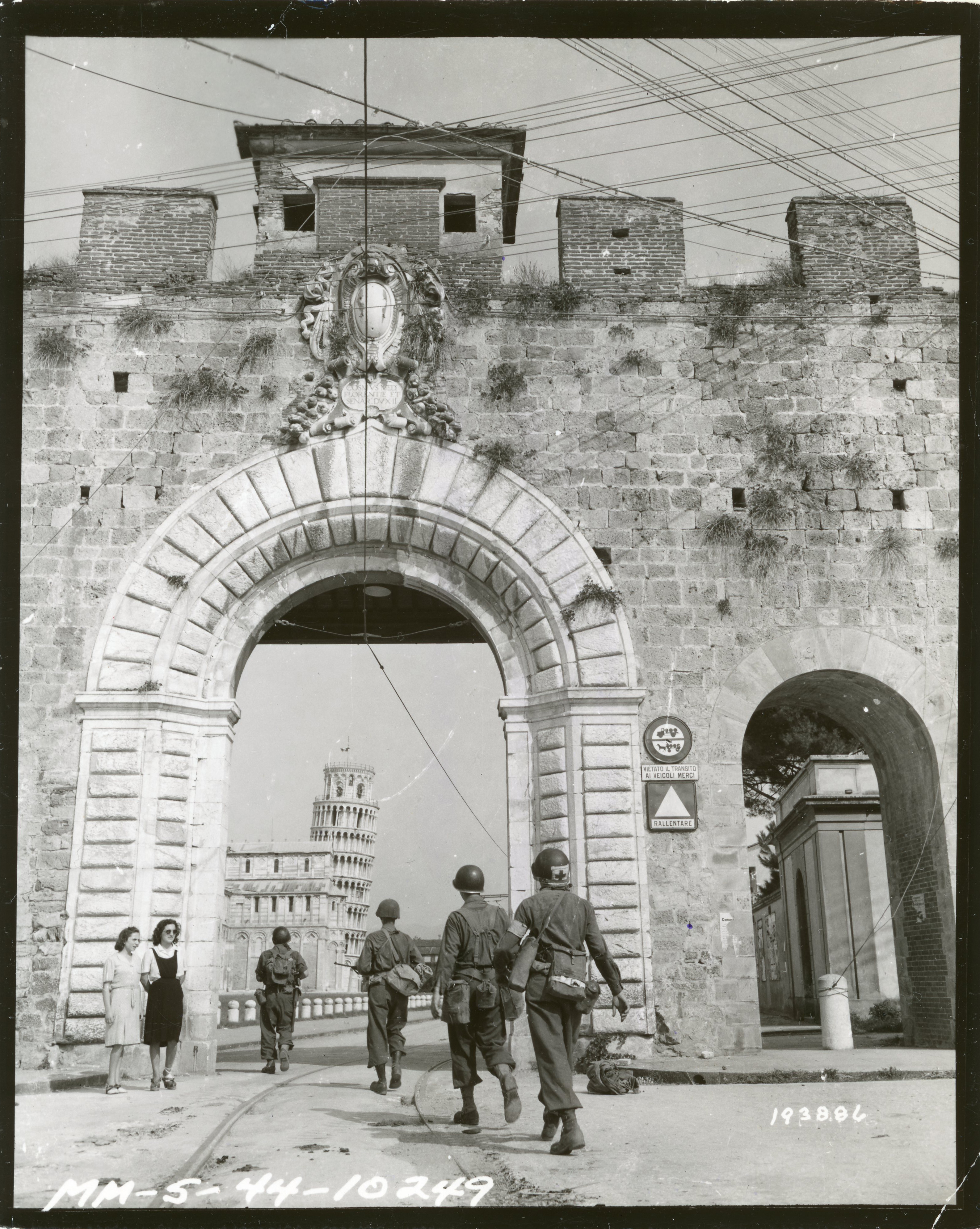
Porta Nuova nel settembre 1944